# Nekrassov
Nekrassov è un dramma in otto quadri scritto da Jean-Paul Sartre nel 1955, nel quale l'autore, coadiuvato da dialoghi brillanti e a tratti surreali, critica la stampa anticomunista e, per mezzo di essa, il governo che la foraggia. All'epoca, tra il 1952 e il 1956, Sartre era un fiancheggiatore del PCF, appoggio che gli avrebbe tolto di lì a poco, in seguito all'occupazione dell'Ungheria da parte delle truppe sovietiche.

## La trama

### Primo quadro
Georges. Non sono morto perché hai violato la mia ultima volontà.
Il mendicante. Quale?
Georges. Quella di morire.
Il mendicante. Non era l'ultima.
Georges. Sì!
Il mendicante. No, perché vi siete messo a nuotare.
Una sera, presso le rive della Senna, una coppia di mendicanti, Robert e Irma, vede un uomo gettarsi nel fiume. Robert si dirige allora sul posto per recuperare la giacca lasciata dal suicida, quando si accorge che l'uomo lotta per tenersi a galla. Dopo una breve discussione con la moglie se sia meglio intervenire o restare a guardare, Robert svolge una corda arrotolata intorno a un palo d'attracco e la getta all'aspirante suicida, il quale inizialmente non la raccoglie, ma poi, vinto dall'istinto di sopravvivenza, la afferra. Ormai salvo, l'uomo, il quale risponde al nome di Georges de Valera ed è un abile truffatore con la polizia alle calcagna, si scaglia contro i due mendicanti, rei di non averlo lasciato morire, al che viene esortato a rituffarsi in acqua con la garanzia che, stavolta, nessuno si sarebbe intromesso tra lui e il suo desiderio di farla finita. «Tentate di capirmi» — spiega Georges ai suoi interlocutori — «avevo la fortuna straordinaria di passare su un ponte e, insieme, di essere disperato. È difficile ripetere una tale coincidenza». Deciso a farsi animo, cerca pertanto di convincere Robert e Irma a morire con lui, giacché «in tre la morte è una gita di piacere» e loro due sono caduti così in basso che buone ragioni per continuare a vivere non ne possono avere. Nel mentre prosegue l'assurdo confronto verbale tra Georges e la coppia, s'odono colpi di fischietto che annunciano l'arrivo della polizia. 
Georges, scorto il misero abito di ricambio di Robert, si toglie i suoi vestiti eleganti, indossa i poveri cenci e, all'apparire dell'ispettore Goblet, si dichiara figlio dei mendicanti per allontanarsi, non visto, subito dopo. Così, quando l'ispettore, che insegue Georges senza alcuna convinzione, persuaso della sua genialità e della propria mediocrità, adocchia sul selciato un paio di pantaloni e li riconosce per quelli del truffatore, è troppo tardi: de Valera è fuggito chissà dove. Davanti a Irma e Robert, involontariamente complici di un tale malfattore, si aprono le porte del carcere, ma i due si prendono per mano e si lanciano nel fiume.

### Secondo quadro
Mouton. L'altro giorno osservavo una fotografia con questa dicitura: "Massaie sovietiche fanno la coda davanti a un negozio di generi alimentari" e ho avuto la sorpresa di constatare che alcune di quelle donne sorridono e che tutte hanno le scarpe. Scarpe a Mosca! [...] Ma santo cielo, bisognava almeno tagliar loro i piedi. Sorrisi! Nell'U.R.S.S.! Sorrisi!
Jules. Non potevo mica tagliare anche le teste!
Mouton. Perché no? Volete che vi confessi una cosa? Mi sono chiesto se non avete per caso cambiato opinione!
Jules (con dignità). Rappresento un giornale obiettivo, un giornale governativo e le mie opinioni sono immutabili, finché il governo non cambia le sue.
La scena si sposta nell'ufficio di Jules Palotin, il vanesio e irruente direttore del giornale filo governativo Soir à Paris, che discute con la segretaria di certe sue fotografie da attaccare alle pareti. Giunge Renè Sibilot, il responsabile della quinta pagina dedicata alla propaganda anticomunista. L'uomo si lamenta col direttore del suo stipendio di 70.000 franchi al mese, insufficiente per le cure della moglie malata, al punto che egli si trova costretto ad attingere «all'oro di Mosca», cioè ai guadagni della figlia, anch'ella giornalista, ma schierata a sinistra. Il lavoro richiede fantasia, tatto, sensibilità, uno spirito profetico, tutte doti che Sibilot sostiene di possedere, e tuttavia come trovare «l'epigramma vendicativo, la frecciata al vetriolo, la parola che non perdona», come «dipingere l'Apocalisse» che minaccia il mondo, se la paga non è adeguata? Palotin, affatto impressionato, rammenta a Sibilot che il suo lavoro è una missione, che lui combatte «per amore dell'amore contro gli imbecilli che vogliono tardare la fraternizzazione delle classi impedendo alla borghesia di assimilare il proletariato», un compito così nobile che andrebbe assolto persino senza stipendio.
Liquidato Sibilot, Palotin discute con Tavernier e Périgord del titolo da mettere in prima pagina. Non sono accaduti fatti eclatanti e le idee scarseggiano. Jules chiede un titolo che diffonda inquietudine e timore, perché in prima pagina l'allerta deve restare alta, «le guerre si avvicinano», non si allontanano. A togliere dall'impasse Palotin e i suoi uomini, sono due notizie diffuse quasi in contemporanea: il nuovo smacco subito dalla polizia ad opera del super ricercato Georges de Valera e la scomparsa del ministro degli Interni sovietico, Nikita Nekrassov. Palotin non ha dubbi sul fatto da privilegiare e, sbattuto de Valera in quarta, in prima titola: "Nekrassov scomparso. Il ministro sovietico degli Interni avrebbe scelto la libertà". A corredare l'articolo, una foto di Nekrassov, la cui caratteristica più evidente è una benda da pirata sull'occhio destro.
Il presidente del giornale, Mouton, informa Jules dei grandi progetti del ministro degli Interni per Soir à Paris, che potrà pubblicare foto a colori e avere l'esclusiva delle offerte di lavoro, se riuscirà a spostare voti nel dipartimento della Senna e Marna, in occasione delle imminenti elezioni parziali. In questa circoscrizione il candidato governativo, la signora Bounoumi, è alla pari con il candidato comunista, cosicché per evitare il ballottaggio è necessario convogliare sulla prima i voti del radicale Perdrière, un anticomunista di ferro, non intenzionato però a fare un passo indietro. Costui, infatti, non condivide la posizione della Bounoumi a favore del riarmo tedesco in funzione antisovietica, avendo patito, durante la seconda guerra mondiale una deportazione di quasi un anno nel campo di concentramento di Buchenwald. Palotin dovrebbe quindi sferrare una violenta campagna di demonizzazione dell'URSS per far capire ai simpatizzanti di Perdière, nella stragrande maggioranza lettori di Soir à Paris, che «la sopravvivenza materiale della Francia dipende dall'esercito tedesco e dalla supremazia americana». 
Jules è sotto assedio, la sua carriera è a rischio se non riuscirà a soddisfare le richieste del Ministro e di Mouton. Infuriato, convoca Sibilot e gli dà un ultimatum: per l'indomani dovrà presentarsi con un'idea tanto «strepitosa» da poter mettere a tappeto il Partito Comunista in quindici giorni, altrimenti verrà licenziato.

### Terzo quadro
Georges [a Sibilot]. Io ho idee, ne produco ogni minuto a dozzine. Sventuratamente non convincono nessuno; non le coltivo abbastanza. Voi, invece, non ne avete, e sono esse a possedervi: vi tengono nelle loro grinfie, vi travagliano incessantemente il cranio e non vi lasciano vedere altro; ed è proprio per questo che riescono a convincere il pubblico. Sono sogni di pietra, affascinano tutti coloro che hanno la nostalgia della pietrificazione. Adesso, immaginate che un pensiero nuovo, uscendo da me, si impadronisca di voi: esso prenderebbe subito il vostro passo, poveraccio, avrebbe un'aria così dura, così stupida, così vera che riuscirebbe a imporsi all'universo.
Georges, per sfuggire alla polizia che lo insegue, entra da una finestra aperta in un appartamento. Poiché starnuta rumorosamente, a causa dell'infreddatura che ha preso gettandosi in acqua, accorre nella stanza una giovane donna, Véronique. La ragazza non mostra di temere l'intruso e lo affronta a viso aperto. È una cronista del giornale comunista Libérateur, si occupa di politica estera ed è reduce da una dimostrazione in cui ha subito una carica da parte della polizia, ragion per cui decide di proteggerlo quando l'ispettore Goblet bussa alla porta di casa per domandare se ha visto il fuggitivo. Anche suo padre è giornalista, scrive per Soir à Paris, e sta per tornare dal lavoro, mentre lei sta per andarci. Véronique dichiara a Georges che proverà ad ammansire suo padre in modo da consentirgli di restare per la notte, purché se ne stia buono e in silenzio.
Sibilot entra in casa e, affranto, espone alla figlia il suo dilemma. Timidamente le chiede se lei non abbia un'idea, se non possa passargli qualche informazione sui suoi «amici comunisti». Vèronique non si lascia commuovere, fa sfogare suo padre e poi gli dice di non badare a un mendicante, nascosto nella sua stanza e che lei vuole salvare dalla polizia. Sibilot acconsente, puntualizzando però di non contare su di lui se la polizia dovesse venire a cercarlo. Véronique tranquillizza Georges ed esce.
Il povero Sibilot non riesce a meditare con la dovuta calma, infastidito dai continui starnuti che provengono dalla camera di sua figlia. Al limite della sopportazione, telefona alla polizia e riferisce che un individuo si è introdotto nel suo appartamento. A queste parole, Georges esce allo scoperto e comincia a lavorarsi Sibilot, tanto da prospettargli alla fine la salvezza nella forma di un'idea sul comunismo che egli, in quanto geniale imbroglione onnisciente, è in grado di dargli. La polizia, che sta per arrivare, potrà confermare il suo non comune ingegno truffaldino.
La polizia, nella persona dell'ispettore Goblet, persuaso com'è che mai potrà mettere le mani addosso a quell'«anguilla» di de Valera, non si dà neppure la pena di perquisire la casa. A Sibilot parla del suo lavoro di agente della Mondaine — il corpo della polizia in smoking che opera tra la gente dei quartieri alti —, umiliante per chi è di tutt'altra condizione sociale, e gli assicura che Georges è un artista della truffa e un mago del travestimento. Sibilot, non sapendo cosa inventarsi per annichilire il comunismo, accetta a questo punto l'aiuto di de Valera, cui darà in cambio asilo e qualche vecchio vestito.

### Quarto quadro
Jules. [...] Pronto! Buon giorno, caro Ministro. Sì. Sì. Ma naturalmente! Niente mi sta più a cuore di questa campagna. Sì. Sì. Ma no: non si tratta di cattiva volontà! VI chiedo qualche ora. Soltanto qualche ora. Sì, ci sono novità. Non posso dire di più per telefono. Ma vi prego, non andate in collera... Ha riattaccato! 
Georges. (ironico) Avete un gran bisogno che io sia Nekrassov.
Jules. Ahimé!
Georges. Perciò lo sono.
Jules. Come?
Georges. Avete dimenticato il vostro catechismo? Esso prova l'esistenza di Dio attraverso il bisogno che l'uomo ha di lui.
Il giorno dopo, Sibilot si presenta con Georges nell'ufficio di Palotin. Non sa che piano abbia de Valera e teme le conseguenze del raggiro. Perciò quando rivela a Jules che la sua idea è l'uomo cui si accompagna, un funzionario sovietico, tende a minimizzarne l'importanza nella speranza di farsi mandar via, sennonché Georges interviene dicendo che lui e Sibilot andranno da France Soir, il giornale rivale. Jules lo prega di restare e Georges, messosi una benda nera sull'occhio destro, viene riconosciuto come Nekrassov con un grido tale che de Valera si vede costretto a inventarsi l’esistenza di sette comunisti armati fuori dalla stanza, sebbene non ne farà al momento i nomi. Sibilot sviene. Come prova della sua identità, Georges adduce la mancanza di qualsiasi prova, in quanto sarebbe stato stupido, volendo passare la cortina di ferro, portarsi dietro documenti compromettenti. All'obiezione di Jules, che il ministro russo è stato segnalato a Roma,, de Valera replica che falsi Nekrassov saranno probabilmente visti in diversi paesi, ma la verità è che l'unico e terribile Nekrassov è lui. In fondo Jules vuole credergli, perché si trova nella necessità di dover lanciare uno scoop sensazionale, così caccia su due piedi Sibilot quando questi, tornato in sé, sconfessa le parole di Georges.
De Valera può ora procedere con la sua azione mistificatoria, e ingigantirla. Fa convocare a Jules il Consiglio d'amministrazione del giornale e, nell'attesa, gli regala un saggio di quello che sa, ovvero conferma le false rivelazioni fatte da Soir à Paris, nell'ambito della propaganda anticomunista, come l'esistenza di un «piano C» per occupare la Francia, comprensivo di una lista di centomila francesi da fucilare. Jules è sbigottito nel venire a sapere che le fandonie scritte corrispondano a verità, ma non può certo mettere in dubbio davanti al suo interlocutore l'attendibilità di notizie da lui stesso pubblicate. Nekrassov ha imparato a memoria i primi ventimila nomi: ci sono tutti i deputati dell'Assemblea nazionale, compresi i comunisti, e molti giornalisti, l'intero organico di Soir à Paris, non escluso il direttore. Entra il Consiglio (Nerciat, Lerminier, Charivet, Bergerat), capitanato da Mouton (indicato a Georges da Jules come un suo personale nemico), e anch'esso riconosce subito Nekrassov. Tutti, eccetto Mouton, apprendono con orgoglio di essere nella lista dei centomila. Mouton chiede inutilmente spiegazioni sul motivo per cui non gli sarà fatto l'onore di essere fucilato: Nekrassov non ne ha idea. La mancata condanna a morte sottintende che egli è un traditore della patria, che collabora con i sovietici, al che Mouton accusa Nekrassov di essere un impostore. La negata solidarietà dei suoi uomini, disposti a credere a uno sconosciuto piuttosto che a «vent'anni d'amicizia», è un duro colpo per Mouton, che, nell'atto di andarsene, promette di tornare con le prove della sua innocenza.
Quando gli chiedono con forza di fare i nomi dei sette impiegati passati al nemico, in modo da avvertire i servizi di intelligence, Georges spiega che i suddetti non devono essere arrestati, perché sono pesci piccoli e non bisogna spaventare quelli grandi: infatti è stata concepita — ma c'è ancora tempo prima che diventi operativa — un'azione clamorosa e devastante. Francesi insospettabili, in gran numero, nascondono nelle loro case valigie contenenti materiale radioattivo che, a un segnale, saranno aperte tutte contemporaneamente. Frattanto, i sette possono essere resi innocui aumentando loro lo stipendio, misura che li renderà sospetti ai loro padroni, i quali provvederanno ad eliminarli.
Georges farà le sue sconvolgenti dichiarazioni al «valente giornalista» Sibilot, il cui compenso mensile dovrà essere triplicato; per sé chiede il trasferimento in un albergo di lusso, due guardie del corpo, abiti nuovi e «qualche spicciolo».

### Quinto quadro
Sibilot. Io mi ripeto cento volte al giorno che sono un disonesto! Io dico menzogne, Georges: dico menzogne ad ogni passo. Mento ai miei lettori, a mia figlia, al mio padrone!
Georges. Non mentivi prima di conoscermi?
Sibilot. Anche se mentivo, avevo l'approvazione dei superiori. Si trattava di menzogne controllate, bollate, menzogne di grande informazione, menzogne d'interesse pubblico.
Georges. E le tue menzogne di adesso non sono di interesse pubblico? Sono le stesse, via!
Sibilot. Le stesse, sì: ma le dico senza la garanzia del Governo. Sulla terra ci sono soltanto io a sapere chi sei: e questo mi toglie il fiato; il mio delitto non è di mentire, ma di mentire da solo.
Georges vive ora in albergo circondato dal lusso e protetto dalle guardie del corpo. Le sue "memorie", dettate a Sibilot, hanno sortito l'effetto voluto: Perdrière si è ritirato. 
Giunge Sibilot, che gli dichiara il suo desiderio di confessare la verità. De Valera, con la sua parlantina sciolta e la sua retorica persuasiva, finisce col far dubitare al pover'uomo della sua stessa identità e del suo anticomunismo. E infatti, a testimoniare che lui, Georges, è Nekrassov, ci sono due milioni di lettori; a garantire, invece, che Sibilot è chi dichiara di essere, non sono più di mille persone. E poi, quale effetto sortirebbe la notizia? L'opinione pubblica sarebbe demoralizzata, il governo cadrebbe, la borsa crollerebbe, e i comunisti gioirebbero. Nekrassov non è più solo un nome: «è una parola universale per i dividendi che spettano agli azionisti delle fabbriche d'armi».
Placato il momentaneo slancio di onestà di Sibilot, Georges viene aggiornato sulle ultime due novità. La prima è che il vero Nekrassov, il quale era andato a curarsi in Crimea, ha dichiarato imminente il suo ritorno a Mosca. Georges non si allarma e sforma subito un piano d'attacco. Dirà che tutti i ministri sovietici hanno un sosia, che il suo era proprio identico, a parte un occhio di vetro, particolare che ha costretto Georges, il "vero" Nekrassov, a inventare una malattia oculare per giustificare l'uso della benda; perciò egli è pronto a sfidare il "falso" Nekrassov di Mosca a togliersi la benda, in contemporanea mondiale con lui, per mostrare a tutti chi è davvero quello guercio. La seconda è che Mouton, accompagnato da Demidoff, un dissidente russo a Parigi da tempo e conoscente di Nekrassov, si è messo sulle sue tracce per smascherarlo. Anche a questo inconveniente Georges è sicuro di poter rimediare al momento opportuno.
Compare la signora Castagnié, uno dei sette impiegati di Soir à Paris da lui accusati di essere spie comuniste quando era stato costretto a fare i nomi, scelti a caso dalla lista dei dipendenti. La donna, vedova e con una figlia malata, è stata licenziata da Palotin assieme agli altri sei e vorrebbe una spiegazione. Georges era sicuro di aver convinto il Consiglio del giornale che i sette erano innocui e, soprattutto, di tenerlo in pugno, di muoverne i membri come marionette e ora scopre, invece, che agiscono di testa loro. De Valera si scusa con la signora Castagnié, adduce un equivoco e promette che quanto prima riavrà il suo lavoro. Impossibilitato a uscire per il divieto della scorta, incarica Sibilot di parlare con Jules e di ottenere la riassunzione dei licenziati nel torno di ventiquattr'ore.
Poco dopo a Georges è annunciato da una delle sue guardie del corpo l'arrivo di una giornalista de Le Figaro, ma ad apparire è Veronique. Lei ha dedotto che Nekrassov è Georges dall'atteggiamento del padre, che, «come tutti gli specialisti in menzogne pubbliche, mente malissimo in privato». È venuta a dirgli che lui non sta imbrogliando, contrariamente a quanto crede, i ricchi, bensì i poveri. I ricchi comprano le sue chiacchiere «per rifilarle ai poveri»: dichiarare che «l'operaio russo è il più infelice della terra», equivale a dire ai lavoratori dei quartieri operai: «il mondo borghese ha i suoi difetti, ma è il migliore dei mondi possibili. Miseria per miseria, cercate di convivere in pace con la vostra; siate certi che non ne vedrete mai la fine». Georges non sta rubando i soldi ai ricchi, li sta guadagnando, crede di «muovere i fili», ma è lui ad essere manovrato, perché adesso, i borghesi non si contentano più delle sue menzogne e cominciano ad attribuirgliene di nuove per i loro scopi: infatti, due giornalisti che hanno scritto contro il riarmo della Germania e che lavorano con lei, Duval e Maistre, rischiano di essere deferiti al tribunale militare, dopo che Nekrassov ha sostenuto di conoscerli.  Georges nega di aver mai fatto simili dichiarazioni e Veronique gli crede, ma appunto questa è la prova che era «un imbroglione innocente, senza cattiveria, metà ladro e metà poeta», e adesso si ritrova ad essere lo zimbello dei potenti.

### Sesto quadro
Georges [a Demidoff]. [...] Sei arrivato in Francia nel 1950: allora, eri leninista-bolscevico e ti sentivi molto solo. Ti sei avvicinato ai trotzkisti e sei diventato trotzkista-bolscevico. Appena il loro gruppo si è dissolto ti sei messo in contatto con i titoisti e ti sei fatto chiamare titoista-bolscevico. Quando la Jugoslavia si è riconciliata con l'URSS hai sperato in Mao Tse-Tung e hai affermato di essere un tunghista-bolscevico. Ma poiché la Cina non ha rotto coi Sovieti l'hai abbandonata e ora ti dici bolscevico-bolscevico. [...] (Pausa) Demidoff, vorrei iscrivermi al partito bolscevico-bolscevico. [...]
Demidoff (stordito dall'annuncio). Il mio partito avrà due iscritti? [...] Il dirigente sono io.
Georges. E io sarò il militante di base.
Demidoff. Alla più piccola attività di frazione ti butto fuori!
La signora Bounoumi dà un ricevimento per festeggiare la sua sicura nomina in Senato e, naturalmente, Nekrassov è l'ospite d'onore. Mentre Perdrière fa il mea culpa, compare Mouton, che è stato sostituito da Nerciat alla presidenza del consiglio di amministrazione del giornale, con Demidoff. Mouton, messo in disparte dagli altri, i Futuri Fucilati, riuniti in club da Palotin, conversando con Demidoff, comincia a temere le possibili conseguenze nell’ipotesi che Nekrassov sia davvero chi dice di essere. Intanto, dovesse aver ragione, si è premunito di chiamare l'ispettore Goblet. Alla soirée assistono anche Baudouin e Chapuis, due ispettori inviati dal ministero della Difesa, che diffondono tra gli invitati la voce che potrebbe esserci un attentato ai danni di Nekrassov.
In un'altra sala dei locali adibiti al ricevimento, Georges affronta Jules e Nerciat senza successo. Alle sue richieste di restituire il lavoro ai sette impiegati e di smentire la notizia relativa ai due giornalisti di Libérateur, riceve due secchi no. In particolare gli fanno notare che la sua fama presso i lettori è in ribasso e che se si cominciasse a sconfessare quanto pubblicato, «ogni numero del giornale dovrebbe essere dedicato a smentire il precedente».
Georges scorge allarmato Goblet, nondimeno Sibilot lo rassicura: sono amici e se lo porterà in giro a bere qualcosa. Al genio della truffa non resta che occuparsi di Demidoff. Corre da lui, lo abbraccia come fossero grandi amici, quindi chiede ai convenuti di lasciarli soli perché deve trasmettergli un messaggio segreto. Alle proteste di Mouton, gli agenti della sicurezza rispondono mettendolo a tacere ed assecondando Georges. Demidoff, che individua in Nekrassov un impostore, riceve — e accoglie — una proposta inaspettata. Georges promette di aggregarsi alla sua nuova formazione politica, il Partito bolscevico-bolscevico, che al momento vanta l'iscrizione del solo Demidoff e che intende denunciare la degenerazione dei funzionari sovietici, e gli prospetta, in virtù della propria notorietà, una fulminea ascesa. 
Demidoff conferma quindi l'identità di Nekrassov, con grave scorno di Mouton, nelle cui mani si materializza una pistola, tosto puntata su Georges. L’attentato temuto pare compiersi, ma è sventato dal pronto intervento della scorta e degli agenti della Difesa, che procedono all'arresto del responsabile. 
Baudouin e Chapuis rivelano a Georges che il governo è al corrente di chi egli sia realmente, e tuttavia è disposto a stare al suo gioco se lui testimonierà contro Duval e Maistre; in caso contrario, sarà consegnato a Goblet.
Georges pensa a un modo per fuggire e un colloquio con Demidoff glielo suggerisce. Il fondatore del partito bolscevico-bolscevico ha la peculiarità di uscire di senno se ubriaco, così Georges inaugura una lunga serie di brindisi e nel parapiglia che ne segue, scappa. Frattanto però Sibilot, che invece di far ubriacare Goblet ha alzato il gomito egli stesso, rivela all'ispettore che Nekrassov è l'inafferrabile de Valera. Goblet si mette allora all'inseguimento di Georges, imitato, nell'ordine, da Chapuis e Baudouin, Demidoff, che intende salvare il suo militante, e le guardie del corpo dell’ormai smascherato truffatore.

### Settimo quadro
Georges [A Veronique]. [...] Non capisco più niente di niente. Avevo la mia piccola filosofia che mi aiutava a vivere: ho perduto tutto, anche i miei principi. Ah! Non avrei mai dovuto occuparmi di politica!
Georges si reca da Veronique per farsi arrestare da lei. Le racconta quanto accaduto dalla signora Bounoumi e, soprattutto, delle minacce del governo. È stanco, sa che sarà messo sotto torchio, forse picchiato, e, data la sua intolleranza al dolore fisico, dirà qualunque cosa vogliono che dica, per poi essere messo a tacere. Ma, se questo è il destino che lo attende, prima vuole essere sicuro che le sue dichiarazioni coatte non compromettano i due giornalisti e quindi esorta Veronique ad avvertirli del pericolo incombente perché possano mettersi in salvo.
Duval e Maistre — chiarisce Veronique — preferiscono l'arresto alla fuga, diventare simboli dell’oppressione anticomunista e restare ancorati ai propri principi. Georges, deluso che la sua intenzione di fare almeno una volta nella vita una buona azione non sia andata a buon fine, si consola con lo scoprire che tra lui e la ragazza esiste una reciproca simpatia, e questo sentimento sortisce l’effetto di risvegliare il suo genio. Ora sa cosa fare: dichiarerà al giornale di Veronique come Georges de Valera è diventato Nekrassov. 
Intanto entrano dalla finestra Baudouin e Chapuis. I due trattano Georges come se fosse davvero Nekrassov, dichiarano che è mentalmente esaurito e che sarà ricoverato in una clinica. Baudouin apre la porta agli infermieri incaricati di portarlo via, ma dietro di loro si fa avanti Goblet. Scoppia un certo trambusto che si fa più acceso poco dopo, con l'arrivo dell'alticcio Demidoff, il quale atterra tutti, consentendo a Georges e a Veronique di dileguarsi.

### Ottavo quadro
Jules. Io ero il cuore del giornale, in ogni riga mi si sentiva pulsare. Che farete, disgraziati, senza il Napoleone della stampa obiettiva?
Mouton. Che cosa ha fatto la Francia dopo Waterloo? Ha vissuto, signore. Anche noi vivremo.
Jules. Male! Non vi fidate! (Indicando Mouton) Ecco Luigi XVIII, la Restaurazione. Io parto per Sant'Elena. Ma attenti alla Rivoluzione di luglio!
Si scopre che a Soir à Paris Palotin e il Consiglio erano stati informati dagli ispettori della Difesa della vera identità di Nekrassov. Si attendono Baudouin e Chapuis, che dovrebbero arrivare con de Valera prigioniero, ma all'opposto i due si presentano contusi e con il racconto increscioso di come siano stati aggrediti da una «ventina di comunisti», circostanza che ha consentito a Nekrassov di volatilizzarsi. Poiché Libérateur sta per pubblicare le dichiarazioni esplosive di Georges sul numero della sera, Palotin propone di anticipare il nemico e di uscire con lo scoop nel pomeriggio. Il presidente Nerciat è d’accordo, sebbene ritenga necessario offrire un capro espiatorio ai lettori, giustamente indignati per la beffa subita dall'amato giornale, ossia lo stesso Jules, il quale ribatte che a essere sacrificato debba essere Nerciat. 
La venuta di Mouton, affiancato da Sibilot, scioglie l’intreccio. L'ex presidente si riprende la sua vecchia carica, licenzia Palotin e lo sostituisce con Sibilot. Ha concordato con il ministro degli Interni, che ha deciso di «abbandonare l'azione contro Duval e Maistre», un piano per far recuperare credito al giornale e al governo, anche con il rischio di provocare un incidente diplomatico. Pubblicheranno subito la notizia che «de Valera si è venduto ai comunisti», così da ridurre l'impatto delle sue affermazioni. Inoltre, l'indomani, un piccolo drappello di cittadini, che evolverà in una folla rabbiosa, si riunirà sotto le finestre dell’ambasciata sovietica per denunciare il rapimento di Nekrassov, occorso durante il ricevimento promosso dalla signora Bounoumi, e spargere infine la voce che il poveretto è stato rispedito a Mosca in un baule. Come ultimo toccasana per il suo amor patriottico ferito, Mouton annuncia il ritrovamento di una nuova lista di Futuri Fucilati, che comprende il proprio nome, e ordina che sia riprodotta in prima pagina.

## Edizione di riferimento
- Jean-Paul Sartre, Teatro, (trad. Giorgio Monicelli, Felice Dessi, Roberto Cantini), Milano, Mondadori, 1957, pp. 461-661.

## La prima rappresentazione
In cartellone per il 17 maggio 1955, la piéce fu posticipata al 30 maggio e poi all'8 giugno, sia perché Louis de Funès e poi René Lefèvre (1898-1991), che dovevano interpretare Palotin, rinunciarono al progetto, seguiti a ruota dall'attore scelto per il ruolo di Sibilot, Pierre Asso (1904-1974), sia per le difficoltà incontrate dal regista nel persuadere Sartre a riscrivere gli ultimi due quadri, operando qualche taglio, che infatti sono molto più brevi dei precedenti sei. «La sera della prima, la critica di destra e il bel mondo che riempivano la sala erano furiosi». Commenta Le Figaro nella persona di Jean-Jacques Gautier: «Signore, quanto chiasso per così poco! Quando si pensa a tutto questo sapiente trambusto promosso per l'autore della commedia, si resta confusi da tanta mediocrità... Sono uscito dal Théâtre Antoine inebetito e non mi sono ancora ripreso: non c'è nessuna commedia».  Mentre Simone de Beauvoir scrive ne La forza delle cose: «Nekrassov se la prendeva con le persone che propongono facili ricette; coloro che andarono [a teatro] si divertirono, ma si fecero un dovere di dire ai loro amici che s'erano annoiati. La borghesia digerisce, con il pretesto della cultura, molti insulti, ma quel boccone gli restò in gola. Nekrassov non ebbe che sessanta repliche».

## In Russia
Nella traduzione russa il titolo della commedia è Tol'ko pravda (Solo la verità). Nel 1986, dall'opera teatrale di Sartre è stato tratto un film dal titolo Igra chameleona (Il gioco del camaleonte), di produzione sovietica e per la regia del lituano Arūnas Žebriūnas. In questa versione il nome del ministro sovietico impersonato da Georges de Valera è Dubov e non Nekrassov (in russo si scriverebbe con una sola "s").

## Giudizi critici
- L'accademico francese Aliocha Wald Lasowski, nel suo scritto Jean-Paul Sartre, une introduction, così scrive su Nekrassov: «In questa satira politica, che mescola la farsa, l'intrigo comico e la commedia di carattere, il drammaturgo libera il suo eroe, invece di imprigionarlo. Fuggendo dalla polizia, il truffatore Georges de Valera, si fa passare per il ministro sovietico Nekrassov. La piéce denuncia i mali della stampa (corruzione, servilismo nei confronti del potere, disprezzo per la verità). Nella commedia, Jules Palotin, direttore di Soir à Paris (caricatura di Pierre Lazareff, magnate della stampa, giornalista e ideatore di programmi televisivi), è una diretta allusione a France Soir. Il personaggio dice: «Si allontani quanto vuole, la guerra, ma non in prima pagina». La menzogna e il gioco di maschere contaminano l'atmosfera della commedia, dove i personaggi vogliono interpretare il ruolo di un altro. Impostore, simulatore e cinico, Nekrassov è senza dubbio il protagonista più divertente e seducente di tutto il teatro sartriano».[10]

- Roland Barthes nel 1955 prende le difese di Nekrassov e deplora l'accanimento con il quale si è voluta colpire la satira sartriana dell'anticomunismo: «Personalmente, non è la critica che mi indigna: sono le sue false motivazioni; provo un pizzico di nausea dinnanzi all'ipocrisia che ha accompagnato una causa persa in partenza».[10] Asserisce anche che «la borghesia ha sempre avuto un'idea troppo assolutistica e insieme limitata della libertà: è reale ciò che vede, non ciò che è; è reale solo ciò che è rilevante per i suoi interessi».[11]

- L'attore e regista teatrale Jean-Paul Triboud, che ha messo in scena Nekrassov nel 2007, sostiene che tutto il teatro di Sartre esprime la dicotomia tra «le esigenze della vita politica e i vagheggiamenti della morale». E relativamente al personaggio di Nekrassov, ne sottolinea l'affiliazione con l'eroe di Maurice Leblanc, Arsenio Lupin, principalmente per il suo talento di sedurre con la parola. Non è questa — continua Triboud — una considerazione che deve destare meraviglia, giacché proviene da un pensatore che «ne L'esistenzialismo è un umanismo, ha affermato: "Essere liberi non è poter fare ciò che si vuole, ma volere ciò che si può"».[12] De Valera è sì un truffatore, ma dimostrerà di voler essere soprattutto un uomo libero.